# Kanton Luzern
Luzern er en kanton i det mellemste Schweiz. Hovedstaden hedder Luzern ligesom kantonen. Kantonen Luzern grænser mod syd til Obwalden og Nidwalden, mod øst til Schwyz og Zug, mod vest og sydvest mod Bern samt mod nord og nordøst til Aargau. Endvidere danner søen Vierwaldstättersee en del af grænsen. Overfor søen ligger to eksklaver til Luzern, som kun har grænse til Schwyz og Nidwalden.
Luzern var et de otte områder, der sluttede sig til det schweitiske edsforbund inden 1353.